# Bornage étrusque
Pour les articles homonymes, voir Bornage et Étrusques.
Le bornage étrusque est le principe du « bornage des biens » instauré par les augures étrusques, très respectueux du droit de propriété.

## Bornage et pratique rituelle
Comme les autres coutumes de la vie quotidienne chez les Étrusques, il est intimement lié aux pratiques rituelles, sacrées, divinatoires et sociales de leur culture. Pour la fondation de leurs villes, ils appliquaient un modèle géométrique.

« Une prophétie menace ainsi des pires catastrophes quiconque déplacerait les bornes. »

— Jean-René Jeannot, La Religion dans l'ancienne Étrurie.

## Emplacement des tombes

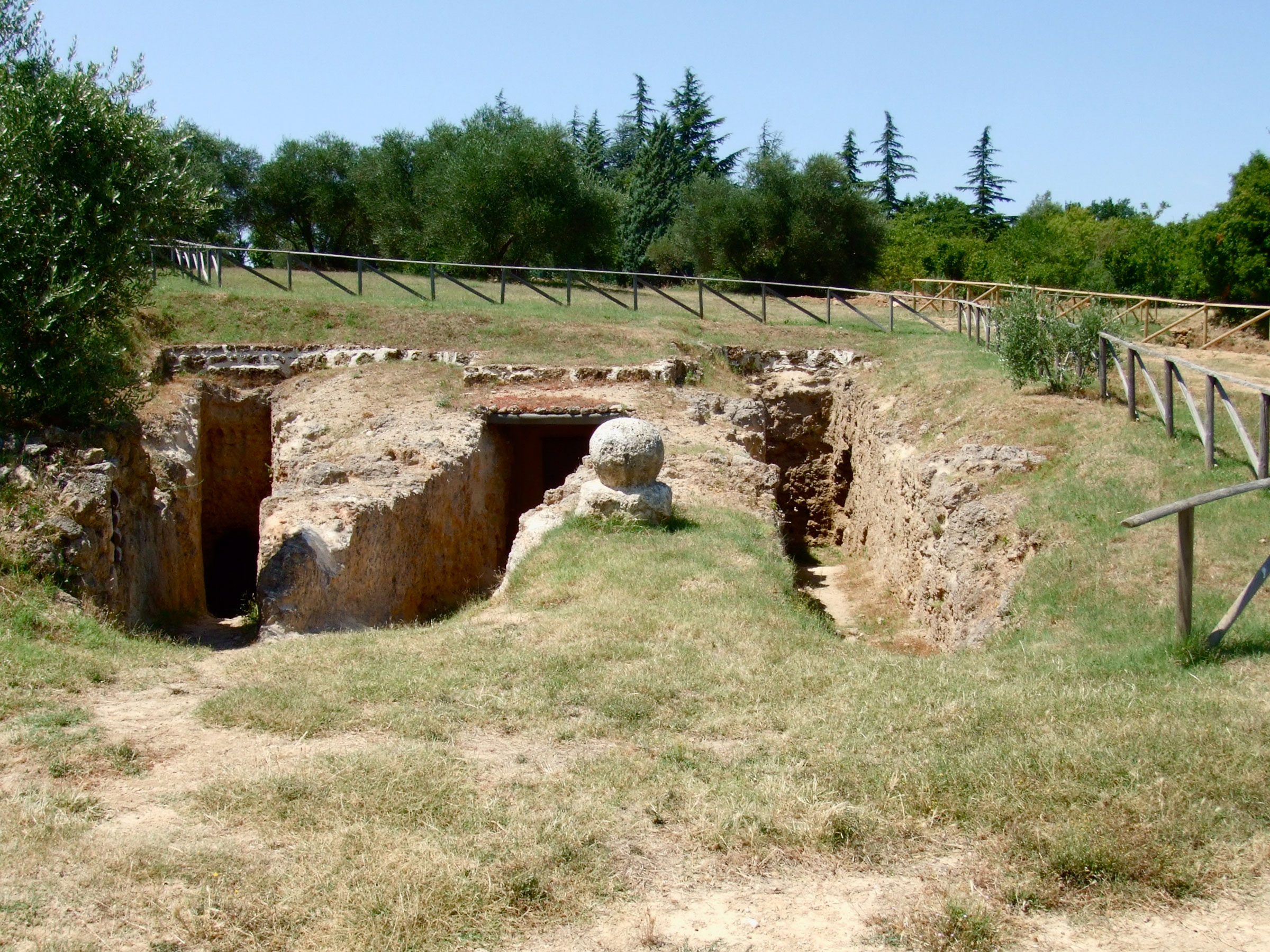
Cippe sphérique de la Tombe du quadrige infernal à Sarteano.

Les premières tombes villanoviennes sont pour la plupart des tombes à fosse et leur emplacement souterrain n'est repérable que par leur pierre de surface. Ces cippes peuvent être très simples (en forme de bouchons ou sphériques comme à Orvieto et Sarteano).
Dans les tombes plus récentes des époques orientalisante, archaïque, classique et hellénistique, les objets accompagnant le défunt sont souvent accompagnés d'« inscriptions parlantes » épigraphiques et sont autant d'indications de propriété et de leurs limites (et autant de la fonction du défunt : « J'appartiens à… », « Untel m'a donné… »).

## Limites de propriétés, juridiques et religieuses

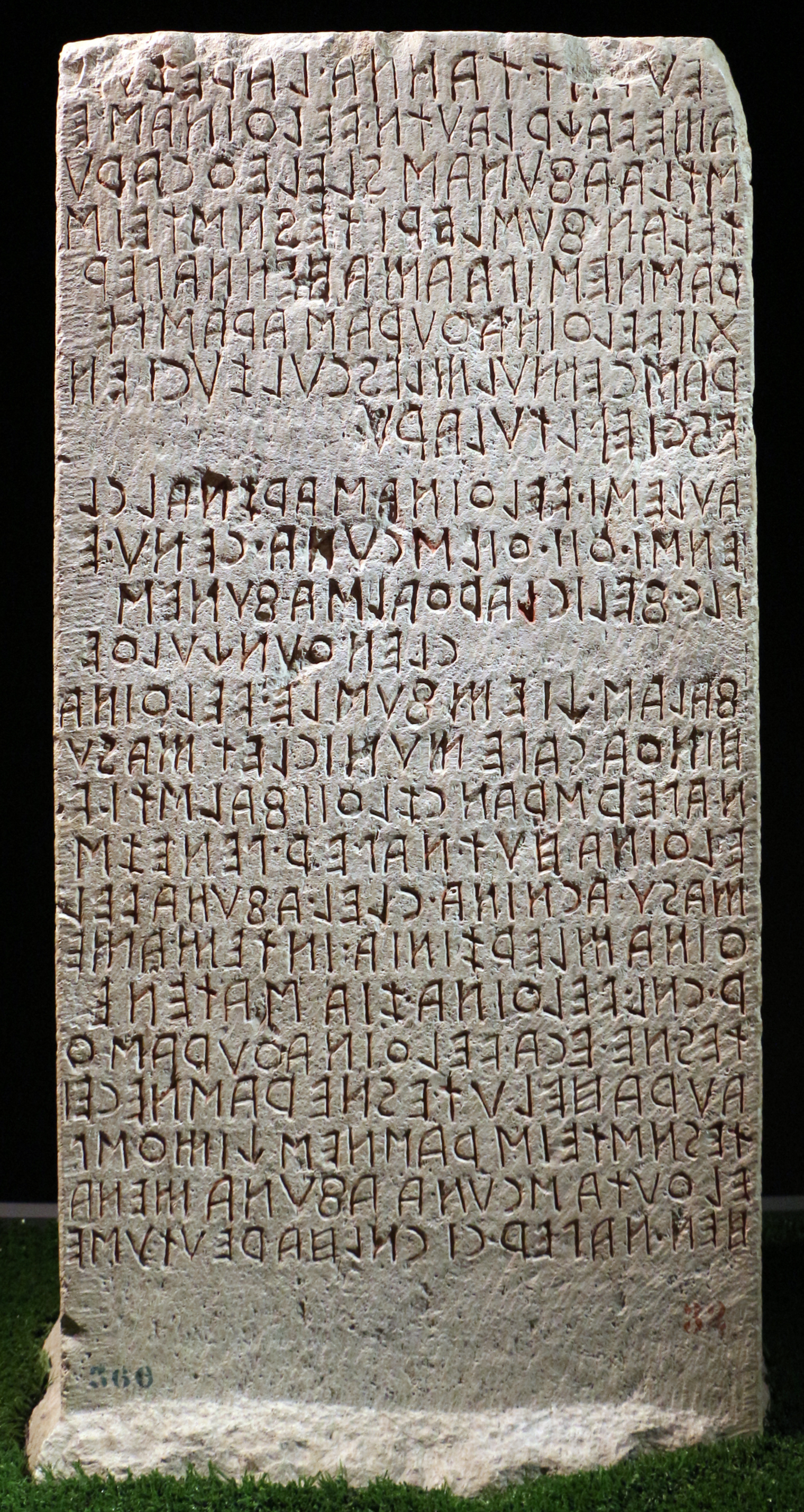
Texte du bornage du Cippe de Pérouse.

Le bornage (l'arpentage, le cadastre) chez les Étrusques est en partie issu de la culture grecque côtoyée par leurs échanges commerciaux fructueux et réinterprété comme rite religieux par l'haruspice étrusque armé de son lituus.
L'institution de la propriété privée est un des rites fondateurs comme l'annonce la prophétie de la nymphe Vegoia (« la proto-sibylle étrusque ») qui jette un sort sur tous ceux qui ont l'intention de changer les limites d'un champ illégalement confirmant le mythe de Tagete sorti d'un sillon tracé par la charrue de Tarchon.
Le templum même qui définit chaque section du ciel placé sous la protection d'une divinité spécifique, permet aux haruspices et augures de considérer comme acte sacrilège l'enlèvement d'une pierre de bornage sans un contrat officiel de vente.
Les cippes sont autant d'indications de limites territoriales et comportent quelquefois les textes complets de l'acte juridique faisant foi du droit comme ceux du cippe de Pérouse.
Les divinités Lares étaient chargées de surveiller ces bornes.
Certains cippes étrusques ont été retrouvés en Tunisie avec la dédicace à Tins.

## Rite de fondation des villes
Issu du synœcisme grec, l'emplacement de la ville chez les Étrusques (l'Etrusco ritu) s'opère d'abord par le choix d'un lieu approprié (hauteurs, proximité d'un cours d'eau), après la prise d'auspices, par l'haruspice équipé de la groma pour déterminer les directions nord-sud-est-ouest, puis par la délimitation (limitatio) de l'enceinte de la ville (et de l'enceinte sacrée de la cité, le pomœrium), par le tracé du « sillon primordial » (sulcus primigenius), une saignée ouvrant le sol et infranchissable car sous l’influence des dieux infernaux, effectué par un araire de bronze tiré par un taureau et une génisse (tous les deux blancs), guidé par le fondateur, un pan de sa toge rejeté sur sa tête, qui prend soin de rejeter la terre vers l'intérieur.
Dans les libri rituales de la Disciplina etrusca, la ville doit être « orientée comme le monde » suivant un axe nord/sud, le cardo, et son correspondant est/ouest, le decumanus, respectant ainsi les quatre points cardinaux et leurs portes correspondantes (et où le soc avait été soulevé de terre, porté par l'officiant, pour en marquer la place). Ce qui permet ensuite de définir les rues suivant un plan hippodamien visible clairement dans les vestiges de la Nécropole du Crucifix du Tuf d'Orvieto (VIe siècle av. J.-C.), et de la ville de Marzabotto (VIe et Ve siècles av. J.-C.).
Cet ordre strict de la urbs justa a été rarement observé à cause des contraintes de terrain, même si Marzabotto et Capoue faisaient l'admiration des Romains pour le respect de ces règles.
La ville « régulière » devait de plus consacrer trois portes, trois rues et trois temples aux trois divinités majeures.
Un temple devait se dresser ensuite sur le point le plus élevé, et le mundus, une fosse circulaire symbolisant le troisième axe du monde, l'axe vertical reliant la cité avec le monde des divinités chthoniennes et infernales.
La fondation de Rome, dans son récit légendaire, s'inspire directement de ces pratiques, Romulus traçant le sillon en l'an 753 av. J.-C., et Rémus le franchissant par défi et en subissant le sort funeste.